# 古都逍遥
「古都逍遥」（ことしょうよう）は、1994年4月19日に発売された都はるみのシングル。

## 解説
- 本楽曲は、1994年「第45回NHK紅白歌合戦」の紅組トリおよび大トリで歌唱された。

## 収録曲
- 両楽曲共に、作詞：たかたかし／作曲：弦哲也

1. 古都逍遥（5分45秒）
編曲：桜庭伸幸
2. 紅い花（4分53秒）
編曲：南郷達也